# Eisenbahn in Queensland

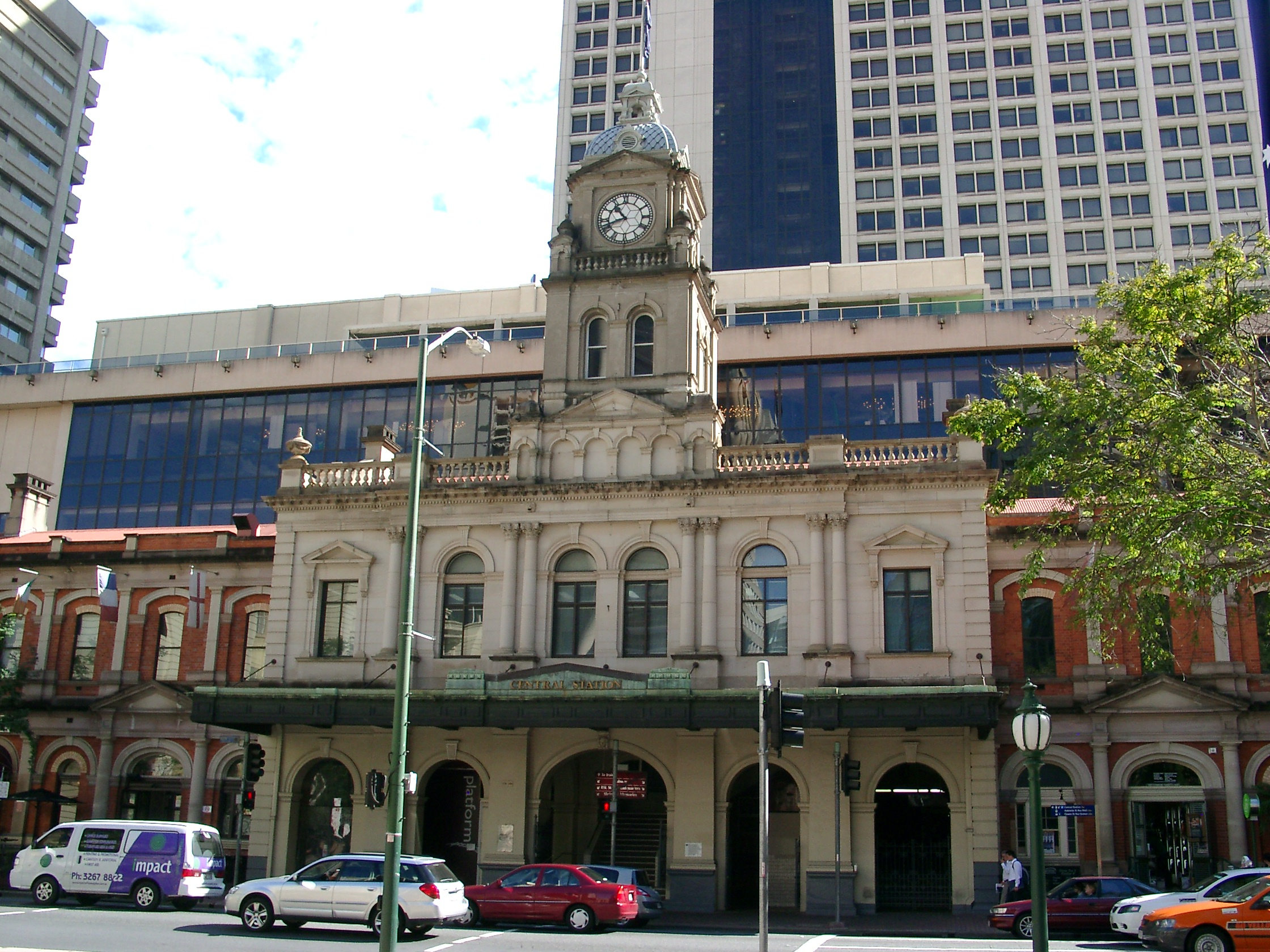
Brisbane Hauptbahnhof

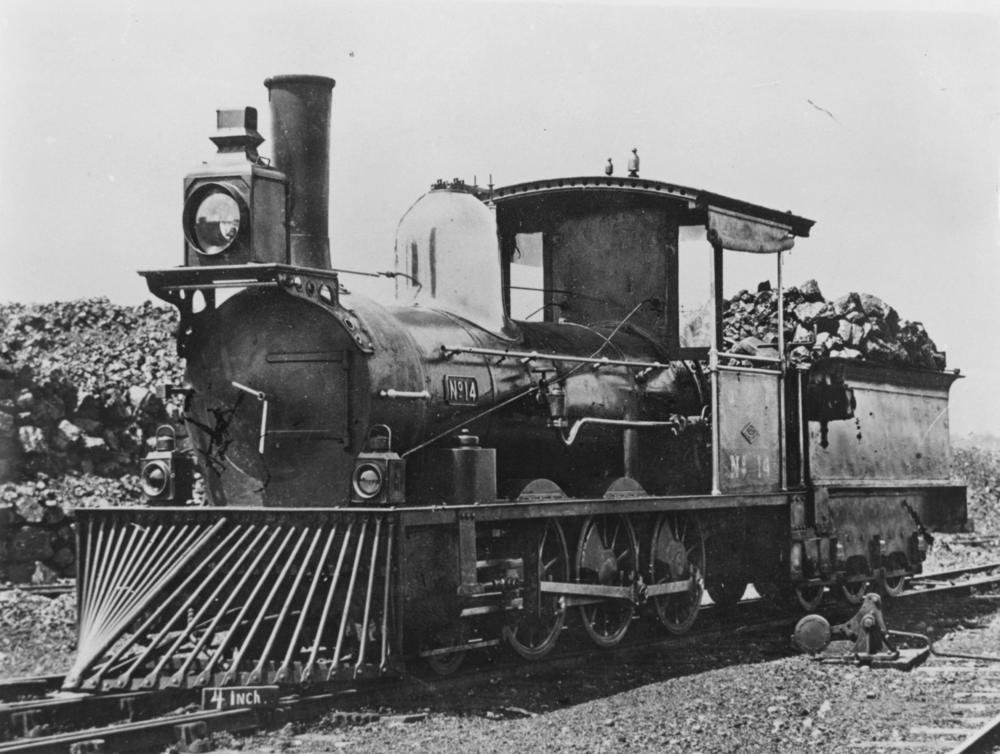
Lokomotive 14 der Klasse B12 auf der Central Line 1878

Die Eisenbahn in Queensland besteht überwiegend aus Strecken, die von QR Limited, einer privatrechtlich organisierten, aber im Eigentum des australischen Bundesstaates Queensland stehenden Eisenbahngesellschaft betrieben werden. Darüber hinaus gibt es private Bahnen, die zu Bergbau-, Industrie- oder Agrarbetrieben gehören.

## Netz

### Grundstruktur

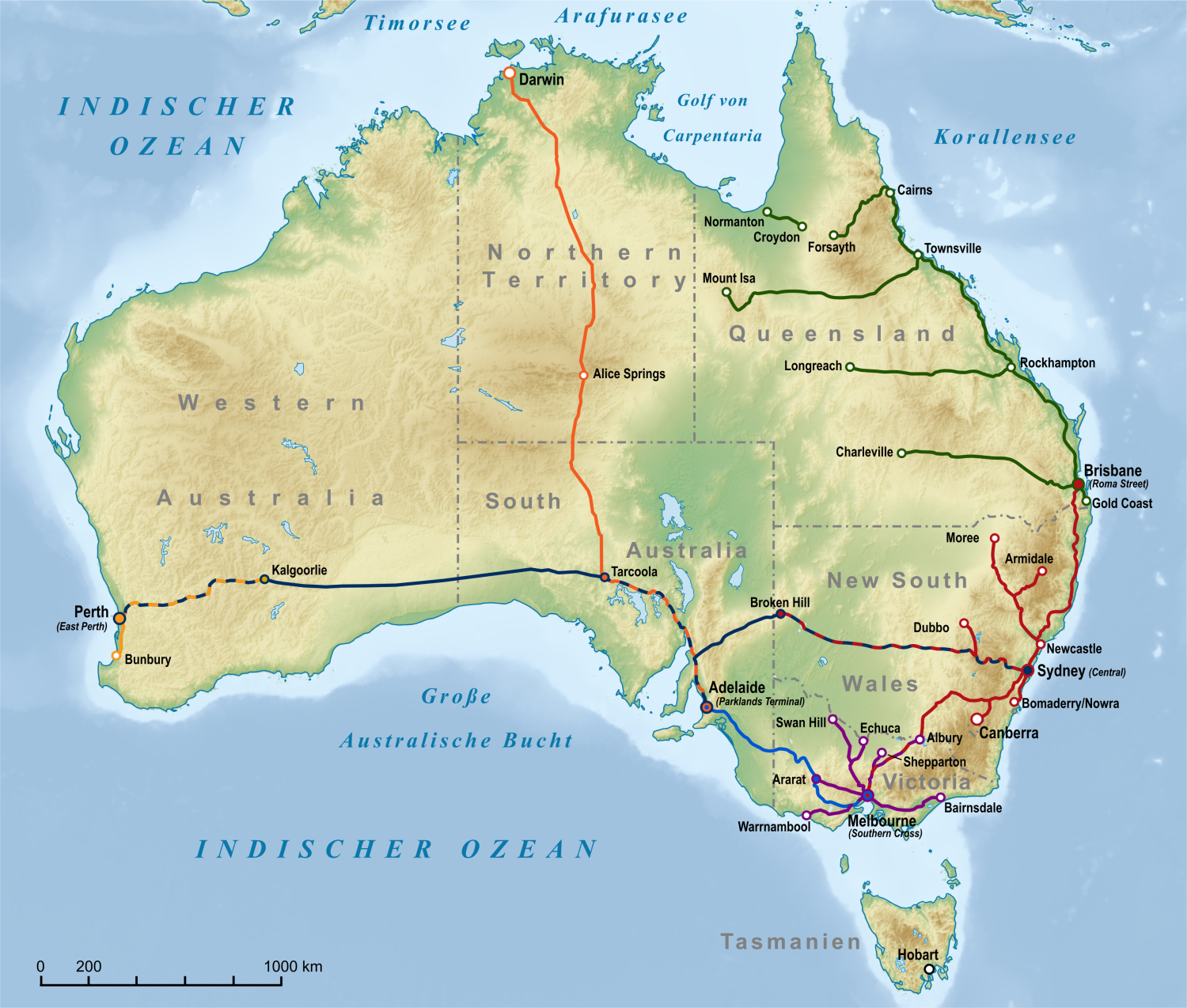
Eisenbahnnetz Australiens, dunkelgrün = kammförmiges Netz der Queensland Rail

Die erste Eisenbahnlinie in Queensland wurde am 25. April 1865 von Ipswich nach Grandchester eröffnet und 1876 nach Brisbane verlängert. In der Folge entstanden eine Reihe von Stichbahnen von zum Teil erheblicher Länge, die von Häfen an der Küste das Hinterland erschlossen. Ab 1867 verkehrte die Bahn von Rockhampton, ab 1882 von Townsville westwärts. Ökonomische Grundüberlegung war, den von Viehzucht lebenden Kommunen des Hinterlandes Zugang zu Seehäfen zu verschaffen. Erst später wurden die Bahnen durch eine parallel zu Küste verlaufende Bahn verbunden. Die letzte der Stichbahnen wurde erst 1903 an das Netz angeschlossen, das so seine kammförmige Struktur erhielt: eine Hauptstrecke an der Küste von Brisbane aus nach Norden, mit nach Westen abzweigenden Stichstrecken. Heute ist das Schmalspurnetz in Queensland eines der größten weltweit.

### Spurweite

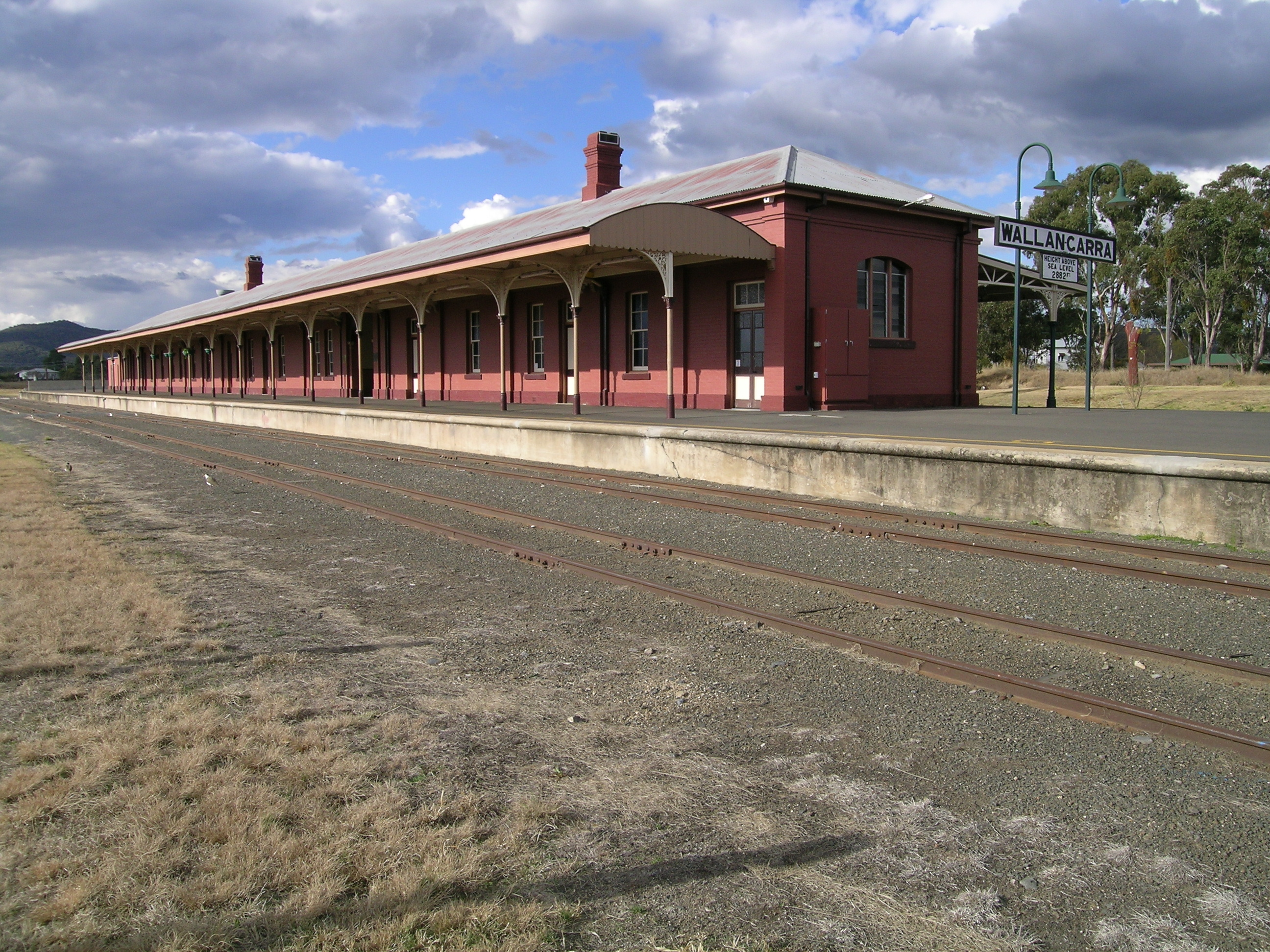
Spurwechselbahnhof Wallangarra. Bis 1930 einzige Bahnverbindung zwischen New South Wales und Queensland. Man beachte die unterschiedlichen Bahnsteigüberdachungen der Queensland Rail links und der New South Wales Railway rechts. Die Staatsgrenze läuft quer durch Bahnsteige und Empfangsgebäude. Heute befindet sich ein Eisenbahnmuseum in dem ehemaligen Inselbahnhof.

Vor dem Zusammenschluss der Kolonien zum Australischen Bundesstaat im Jahr 1901 waren diese rechtlich voneinander unabhängig und die Entscheidung über die Spurweite, in der die jeweilige Eisenbahn errichtet werden sollte, Angelegenheit der einzelnen Kolonie. In Queensland, das dünner besiedelt und wirtschaftlich schwächer als die südlicher gelegenen Kolonien war, fiel die Entscheidung zugunsten der Kapspur. Diese war im Bau billiger und erlaubte geringere Kurvenradien. Mit knapper Mehrheit entschied sich das Parlament von Queensland 1863 für diese technische Lösung. Dabei ging man damals davon aus, dass die Höchstgeschwindigkeit etwa bei 30 km/h liegen würde und dieses System sicher für die nächsten 100 Jahre ausreiche.
Die großen technischen Schwierigkeiten, die sich aus dem Überschreiten der Great Dividing Range durch eine Bahnstrecke ergaben, wurden schnell gemeistert. Schon 1867 verkehrten die Züge bis Toowoomba. Hier kam den Arbeiten an der Strecke auch eine Einwanderungswelle zugute, die die Baustellen der Bahn mit ausreichend Arbeitskräften versorgte.
An der südlichen Grenze des Staates stieß die Bahn allerdings ab 1888 im Spurwechselbahnhof Wallangarra auf das normalspurige Streckennetz von New South Wales, wo Reisende umsteigen und Güter umgeladen werden mussten. Die heute genutzte, kürzere und bis Brisbane komplett normalspurige Strecke gibt es seit 1930. Deren Eisenbahninfrastruktur gehörte dem Staat Queensland, während den Betrieb die Eisenbahn in New South Wales durchführte. Der Güterverkehr auf dieser Strecke ging 1994 auf die National Rail Cooperation über, den heute Pacific National durchführt. Den Personenverkehr bietet heute CountryLink an.

### Ausbau
Eine Elektrifizierung der Strecken in Queensland erfolgte ab dem Ende der 1970er Jahre. Die S-Bahn von Brisbane wurde 1979 elektrifiziert und 1986 begann der elektrische Zugbetrieb für Kohletransporte in Central Queensland. Die Strecke von Brisbane nach Rockhampton wurde 1989 elektrifiziert.
2001 ging die Verbindung von Brisbane zu dessen Flughafen in Betrieb. Diese Verbindung, „Airtrain“ genannt, wurde in einem Betreibermodell errichtet, das vorsieht, dass der private Bauherr und Betreiber der Strecke diese nach 35 Jahren Betrieb an den Staat übertragen muss. Dies ist somit eine der wenigen Strecken in Queensland, auf denen Private Eisenbahnverkehrsleistungen für Dritte auf eigener Strecke anbieten.
Mit Cross River Rail soll 2026 eine neue Hochleistungsstrecke in Brisbane in Betrieb gehen.

## Organisation
Die Hauptstrecken und ein Teil der davon abzweigenden Nebenstrecken in Queensland wurden durch den Staat errichtet und von einer Staatsbahn, der Queensland Rail, betrieben. Queensland Rail gründete 2005 die Frachttochter QR National und begann mit dem Kohletransport in Hunter Valley. Im gleichen Jahr wurde die CRT Group integriert und die Australian Railroad Group 2006 übernommen. Queensland Rail wurde 2007 als QR Limited privatrechtlich neu organisiert. Die Anteile dieser GmbH blieben allerdings komplett in Staatseigentum.
Zum 1. Juli 2010 wurde der kommerzielle Betrieb aus dem Unternehmen heraus- und von dem als Öffentliche Aufgabe definierten Schienenpersonenverkehr getrennt und in einem Unternehmen mit dem Namen QR National Limited zusammengefasst, um sie zu veräußern.
Seit 2005 fahren auch andere Eisenbahnverkehrsunternehmen auf dem Schienennetz in Queensland. Erstes Unternehmen war die Pacific National.

## Betrieb

### Fahrzeuge

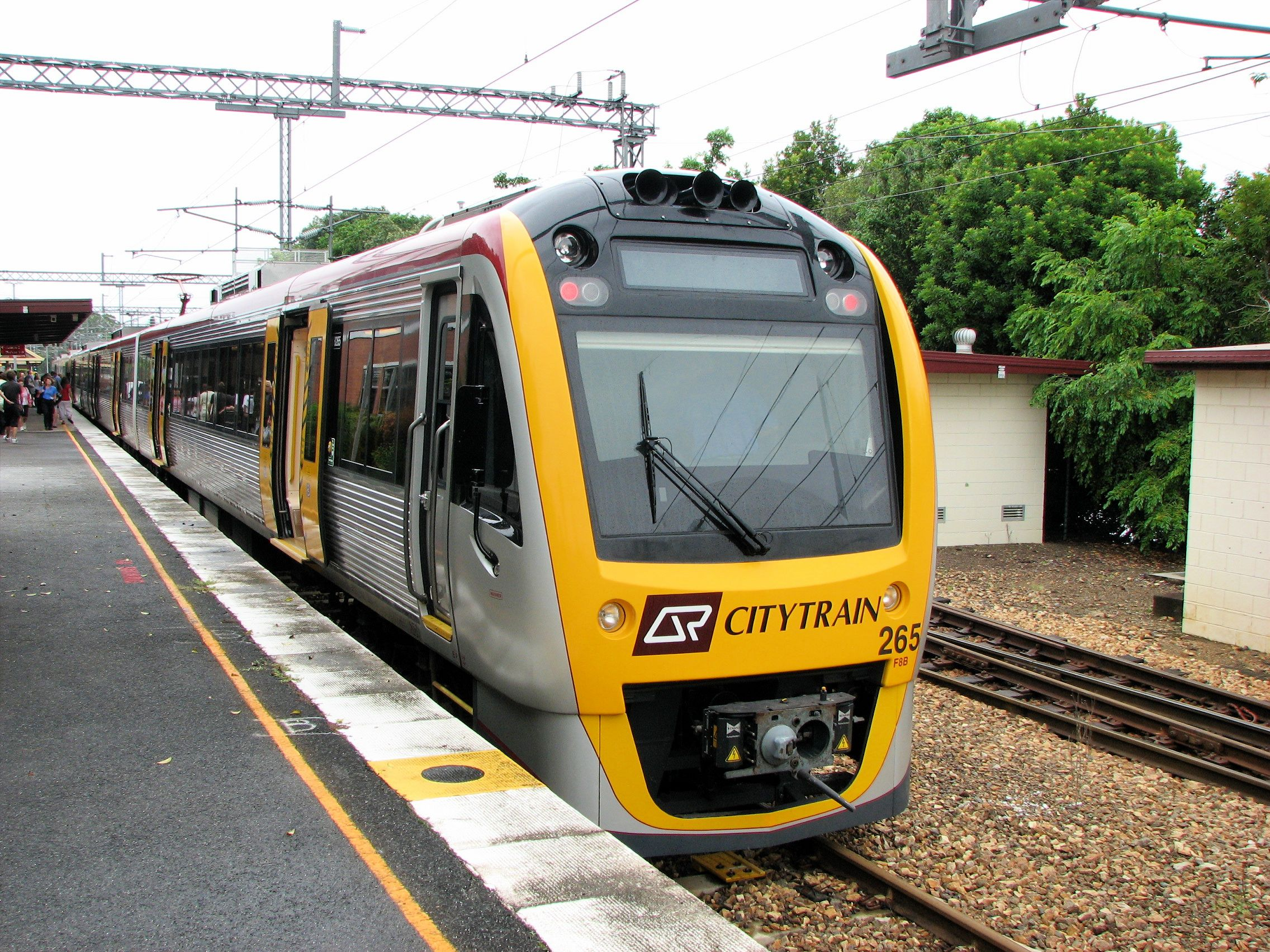
Triebwagen SMU 265 für den Nahverkehr

Die Lokomotiven für die Eröffnung der ersten Strecke 1865 kamen von der Avonside Engine Company, Bristol, aus England.
QR Limited verfügte am 30. Juni 2008 über 717 Lokomotiven.

### Fernverkehrsverbindungen

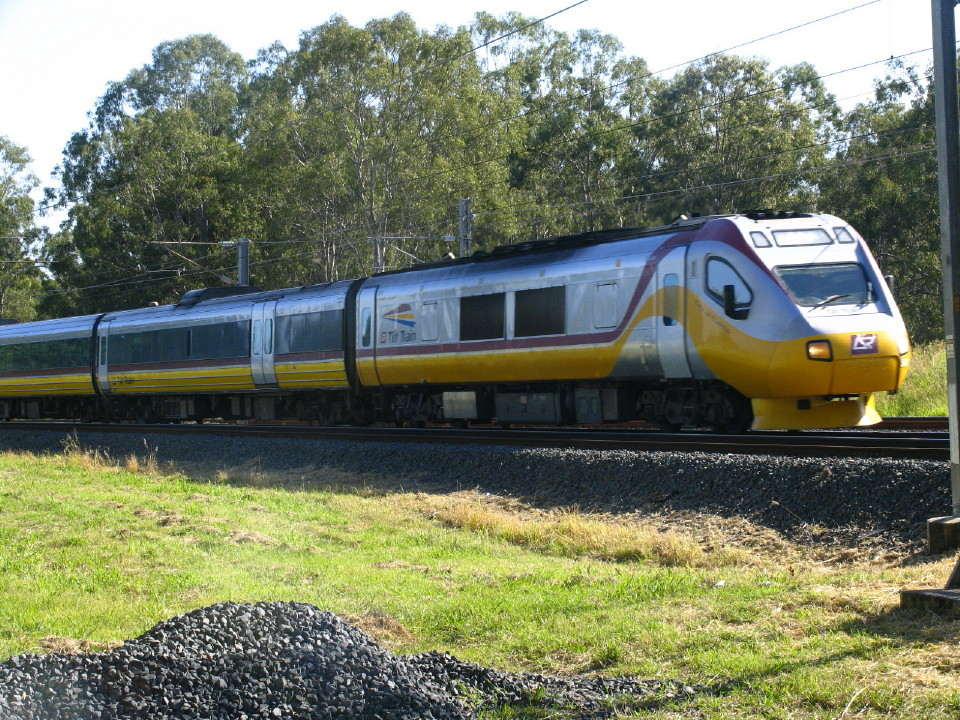
Einer von zwei Diesel-Neigezügen der Eisenbahn in Queensland

Der Fernverkehr wird von Traveltrain, einer Untergliederung von QR Limited, angeboten. Das touristische Segment im Verkehrsaufkommen ist hoch. Im Einzelnen handelt es sich um:
- Neigezüge („QR Tilt Train“). Ein Zug dieser Bauart stellt 1999 mit 210 km/h den australischen Geschwindigkeitsrekord für Züge auf. Diese Züge gibt es seit 1998:
  - Elektrotriebwagen in der Verbindung Brisbane–Rockhampton
  - Dieseltriebwagen in der Verbindung Brisbane–Cairns
- Zwischen Sydney und Brisbane verkehrt der Brisbane Limited auf Normalspur, ein Angebot von CountryLink.
- The Sunlander, war ein herkömmlich lokomotivbespannter Zug und verkehrte in der Verbindung Brisbane–Cairns. Der Sunlander wird seit 2014 durch den modernen, viel schnelleren „Spirit of Queensland“ ersetzt.
- The Spirit of the Outback, Brisbane–Longreach
- The Inlander, in der Verbindung Townsville–Mount Isa, wird seit dem 12. Februar 1953 angeboten.[4]
- The Westlander: Brisbane–Charleville

### Touristikbahnen
Bahnen des reinen Touristikverkehrs sind:
- The Gulflander, ein Inselbetrieb zwischen Normanton und Croydon ist eine nur noch touristisch genutzte, vom übrigen Netz völlig isolierte Bahnstrecke im Norden von Queensland.
- The Kuranda Scenic Railway zwischen Cairns und Kuranda
- Savannahlander zwischen Cairns und Forsayth

### Zuckerrohrbahnen

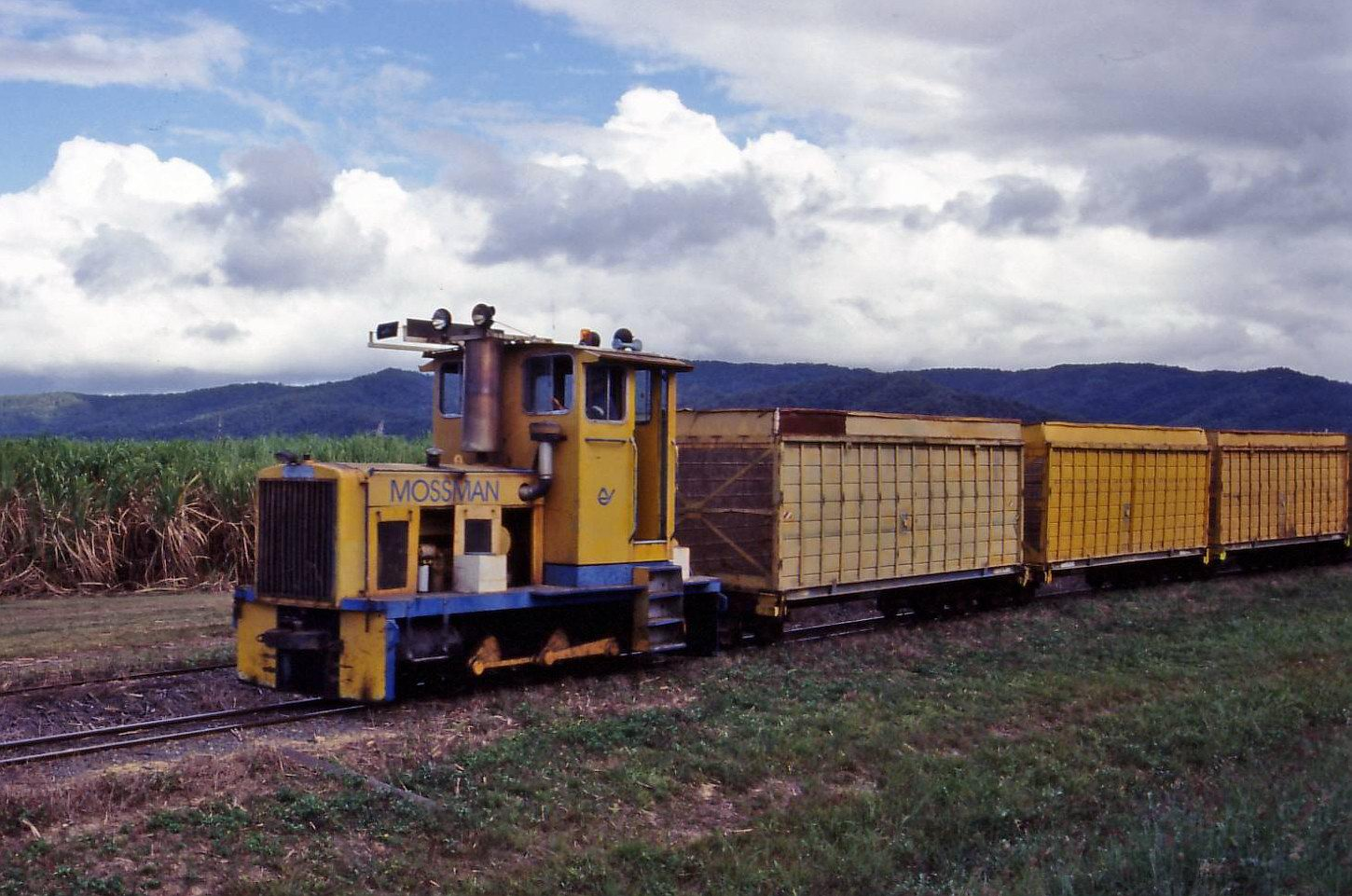
Zuckerrohrbahn in Mossman

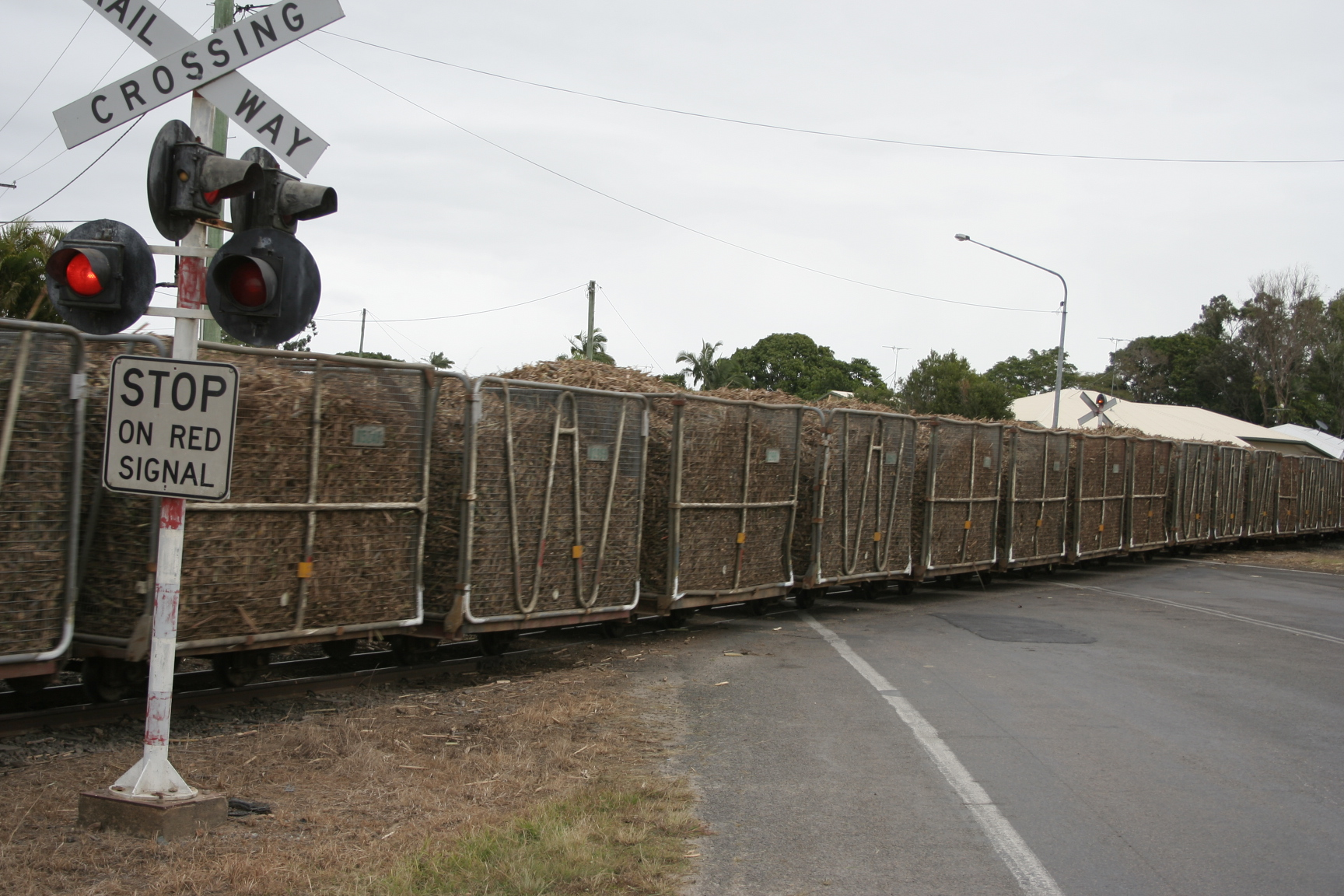
Zuckerrohrbahn in Ingham

In Queensland gibt es ca. 20 Netze von Zuckerrohrbahnen, in der Regel in der Spurweite von 610 mm. Diese gehören jeweils zu einer Zuckerfabrik und haben zum Teil einen hohen technischen Standard mit durchgehender Zugbremse und die Strecken sind abschnittsweise auch auf Betonschwellen verlegt. Diese Bahnen kooperieren untereinander, auch wenn die Netze nicht verbunden sind. Im Zustand des größten Ausbaus existierten etwa 3200 km Strecken. Mindestens auf einer von ihnen, der Bahn der Mossmann Mills, wurde auch öffentlicher Personen- und Güterverkehr angeboten. Von dieser Verbindung ist ein Abschnitt als Museumsbahn erhalten.

## Film
- Beyer-Garratt Locomotives Round the World: Queensland. Großbritannien 1948. 16-mm-Farbfilm, 17 Minuten.[6]